# Tempesta perfetta
Il termine tempesta perfetta è impiegato in meteorologia per descrivere un ipotetico uragano che colpisca esattamente l'area più vulnerabile di una regione, provocando il massimo danno possibile per un uragano di quella categoria.

## Nor'easter di Halloween del 1991
Il Nor'easter del periodo di Halloween del 1991 fu conosciuto anche come la "tempesta perfetta". Il noreaster ha imperversato nell'oceano Atlantico per diversi giorni, causando diversi morti fra i pescatori del Massachusetts e 200 milioni di dollari di danni. Nell'ottobre 1991 la fusione di due aree di depressione, un consistente afflusso di aria calda dal sud e di aria fredda dal nord, insieme all'umidità proveniente dalle perturbazioni della corrente del Golfo, confluirono simultaneamente con l'aria fredda di forti venti di noreaster e l'aria calda di altrettanto forti venti di noreaster dando origine a una tempesta di eccezionale potenza sopra una vastissima area.  Poiché la tempesta si verificò senza gli avvertimenti tipici di un uragano, i pescatori e le piccole imbarcazioni già in mare dovettero fronteggiare alla sprovvista condizioni simili a quelle di un uragano.
Agli eventi del 1991 è ispirato il film La tempesta perfetta del 2000.

## Metonimia
Il sintagma è stato utilizzato dal gergo giornalistico per designare lo scenario peggiore, durante la crisi finanziaria globale del 2007-2012.